# Aleksandr Pstyga
Aleksandr Pstyga, ros. Александр Михайлович Пстыга – Aleksandr Michajłowicz Pstyga, błr. Аляксандр Міхайлавіч Пстыга – Alaksandr Michajławicz Pstyha (ur. 27 lutego 1966 w Ufie) – radziecki i białoruski hokeista pochodzenia rosyjskiego, reprezentant Białorusi. Trener hokejowy.
Jego synowie Kiriłł (ur. 1992) i Nikita (ur. 1994) także zostali hokeistami.

## Kariera
- Awangard Ufa (1983-1984, 1986-1987)
- SKA Swierdłowsk (1984-1986)
- Awangard Ufa (1986-1987)
- Saławat Jułajew Ufa (1987-1989)
- HK Nioman Grodno (1989-1993)
- Towimor Toruń (1993-1994)
- Tiwali Mińsk (1994)
- HK Nioman Grodno (2. poł. lat 90.)
- Liepājas Metalurgs (1999-2000)
- HK Nioman Grodno (2000-2003)
- HK Nioman Grodno 2 (2004-2005)

Karierę rozwijał w rodzinnej Ufie. Wychowanek trenera Władimira Worobjowa. Później przeniósł się na Białoruś. Wieloletni zawodnik Niomana Grodno. Ponadto grał w lidze polskiej w sezonie 1993/1994 w barwach drużyny z Torunia. Później ponownie grał w drużynie z Grodna. Uzyskał tytuł mistrza sportu.
Uczestniczył w turnieju mistrzostw świata w 1995 (Grupa C).

## Kariera trenerska
- SDJuSzOR HK Pitier Petersburg (2012-)

Po zakończeniu kariery zawodniczej rozpoczął pracę trenera. W 2012 przeniósł się do Petersburga w Rosji, gdzie rozpoczął pracę jako trener i nauczyciel drużyn młodzieżowych.

## Sukcesy
Reprezentacyjne
- Awans do Grupy B mistrzostw świata: 1995

Klubowe
- Srebrny medal Ekstraliga białoruska w hokeju na lodzie: 1993, 1994 z Niomanem Grodno
- Złoty medal mistrzostw Białorusi: 1994 z Tiwali Mińsk, 1998, 1999, 2001 z Niomanem Grodno
- Brązowy medal mistrzostw Białorusi: 1995, 1996, 1997, 2000, 2002 z Niomanem Grodno
- Zwycięzca Wschodnioeuropejskiej Ligi Hokejowej: 1996 z Niomanem Grodno
- Złoty medal mistrzostw Łotwy: 2000 z Metalurgsem Lipawa

Wyróżnienia
- Najlepszy hokeista Niomana: 2002